# Pero (mitología)
En la mitología griega Pero (en griego Πηρώ) es el nombre de varios personajes:
- Una princesa de Pilos, hija de Neleo y Cloris. Se desposó con su primo Biante, con el que engendró a Areo, a Leódoco y a Tálao, el más célebre entre ellos.[1] Otros autores dicen que fue madre de otros hijos diferentes, en contextos diferentes, y así la hicieron madre de Áreto, o Perialces,[2] o incluso le agregan una hija, Alfesibea,[3] esposa de Pelias según algunas tradiciones. Una tradición aberrante nos dice que el auténtico padre de Leódoco fue Ares.[4] La historia de Pero ya es descrita en la Odisea, en donde se nos dice que la belleza de Pero atrajo muchos pretendientes para obtener su mano, pero su padre, Neleo, rechazaba dar a su hija en matrimonio, a no ser que el pretendiente en cuestión fuera capaz de obtener el preciado ganado de Íficlo en Fílace. En esta versión de la historia un adivino innominado fue el responsable de realizar tal hazaña. Los pastores al servicio de Íficlo capturaron al adivino y lo retuvieron durante un año, hasta que éste pronunció una profecía a su favor.[5] No obstante, en la versión más conocida este adivino no era otro que el célebre Melampo, que se disponía a obtener el rebaño y de paso la mano de Pero para su hermano Biante; éste había declarado su intención para desposarse con la hija de Neleo. Sea como fuere Melampo consiguió el ganado de Fílace y regresó a la corte de Neleo; éste quedó tan impresionado que le entregó a Pero para ser desposada. Rápidamente se celebró la boda de Pero y Biante en Pilos, y a su debido tiempo la muchacha alumbró al fornido Tálao.[6] No obstante la felicidad de Pero no duró mucho, pues más tarde Heracles irrumpió en la corte de Pilos, matando así a su padre Neleo y a todos sus hermanos, excepto Néstor.[7] Ningún mitógrafo ha descrito el destino de Pero, pero lo cierto es que Biante contrajo segundas nupcias con una hija de Preto, Lisipe.[8]
- Uno de los nombres que se barajan para citar a la madre de Asopo, en su unión con Poseidón.[9] Debe ser la misma que Celusa, otro nombre alternativo en Pausanias.[10]
- También conocida como Jantipa, era una hija de Micono.[11]